# International Viola Society
La International Viola Society (nota anche come IVS) è un'organizzazione internazionale dedicata alla viola e ai suoi esecutori. Ha sede a Berlino e tra i suoi obiettivi vi sono quelli di sostenere gli esecutori promettenti per favorire lo sviluppo di eccellenze, anche tramite premi e concorsi, e curare la ricerca storica sullo strumento e sul suo repertorio. La società ha pubblicato dal 1979 al 1994 il Viola Yearbook, un annuario multilingua dedicato alla viola e ai suoi musicisti, e organizza annualmente un congresso a tema, l'International Viola Congress.

## Storia
La società è stata fondata da Franz Zeyringer e Deitrich Bauer nel 1968, sotto il nome di Viola-Forschungsgellschaft (tradotto in inglese come Viola Research Society) con sede e archivi a Kassel. Il presidente era il noto violista Emil Seiler (con Bauer segretario), succeduto da Wolfgang Sawodny, dottore in chimica e appassionato dello strumento. Nel 1975 l'archivio è stato trasferito presso il Mozarteum di Salisburgo, e l'anno successivo Zeyringer ha ricoperto il ruolo di presidente. Tra gli altri soci di rilievo in quel periodo vi erano il revisore Walter Lebermann e il compositore Alfred Uhl.

## Organizzazione
La IVS si articola in diciannove sezioni nazionali: Australia/Nuova Zelanda, Brasile, Canada, Cina, Finlandia, Francia, Germania, Regno Unito, Islanda, Italia, Nigeria, Paesi Bassi, Polonia, Portogallo, Sudafrica, Spagna, Svizzera, Thailandia e Stati Uniti d'America.
I congressi si tengono annualmente senza interruzioni dal 1973 e inizialmente la sede si alternava di solito tra Europa e America,; nel 2001 si è tenuto il primo congresso nell'emisfero australe, in Nuova Zelanda, e da allora le sedi si alternano anche in Africa e Oceania. L'archivio della IVS è il Primrose International Viola Archive, con sede presso la Harold B. Lee Library, nel complesso della Brigham Young University.

## Riconoscimenti
La IVS assegna alcuni titoli e riconoscimenti ai membri o ai violisti che si sono distinti per meriti particolari. Tra essi, la Silver Alto Clef (it: chiave di contralto d'argento) viene assegnata al più una volta l'anno a violisti o studiosi della viola particolarmente meritevoli. Riconoscimenti speciali sono la Golden Viola Clef (it: chiave di contralto d'oro), attribuita ai due studiosi Franz Zeyringer (1988) e David Dalton (2013), la membeship o la presidenza onoraria e il Premio Speciale per meriti distintivi.